# Lasersko graviranje
Lasersko graviranje je tehnika korištenja lasera za graviranje predmeta. Lasersko označavanje, s druge strane, šira je kategorija metoda za ostavljanje tragova na objektu, što u nekim slučajevima uključuje i promjenu boje zbog kemijske/molekularne promjene, pougljenjenje, pjenjenje, taljenje, ablaciju i još mnogo toga. Tehnika ne uključuje korištenje tinte, niti uključuje alate koji dolaze u dodir s površinom za graviranje i troše se, što joj daje prednost u odnosu na alternativne tehnologije graviranja ili označavanja gdje se tinte ili glave alata moraju redovito mijenjati.
Lasersko graviranje upotrebljava se za osjetljive polimere, nove metalne legure i posebno dizajnirane materijale. Lasersko graviranje je tehnika kojom se pomoću laserske zrake svjetlosti u tvrde materijale poput drva, plastike, stakla, ili metala utiskuje neki uzorak ili slika.